# Titus Visulanius Crescens
Titus Visulanius Crescens war ein im 1. und 2. Jahrhundert n. Chr. lebender Angehöriger des römischen Ritterstandes (Eques). Durch eine Inschrift sind einzelne Stationen seiner Laufbahn bekannt.
Crescens war zunächst zweimal Praefectus fabrum. Danach folgte seine militärische Laufbahn, die aus den für einen Angehörigen des Ritterstandes üblichen Tres militiae bestand. Er übernahm zunächst als Präfekt die Leitung einer Cohors II Gallorum. Er ist als Kommandeur dieser Einheit noch durch ein Militärdiplom belegt, das auf den 14. August 99 datiert ist. Aus dem Diplom geht hervor, dass er die Cohors II Gallorum befehligt hat, die zu diesem Zeitpunkt in der Provinz Moesia inferior stationiert war. Im Anschluss war er Tribunus militum der Cohors I Civium Romanorum. Als dritte Stufe folgte der Posten des Praefectus equitum der Ala Moesica.
Nach seiner militärischen Karriere übte er das Amt eines Censors in der Provinz Germania inferior aus.